# クリオコナイト

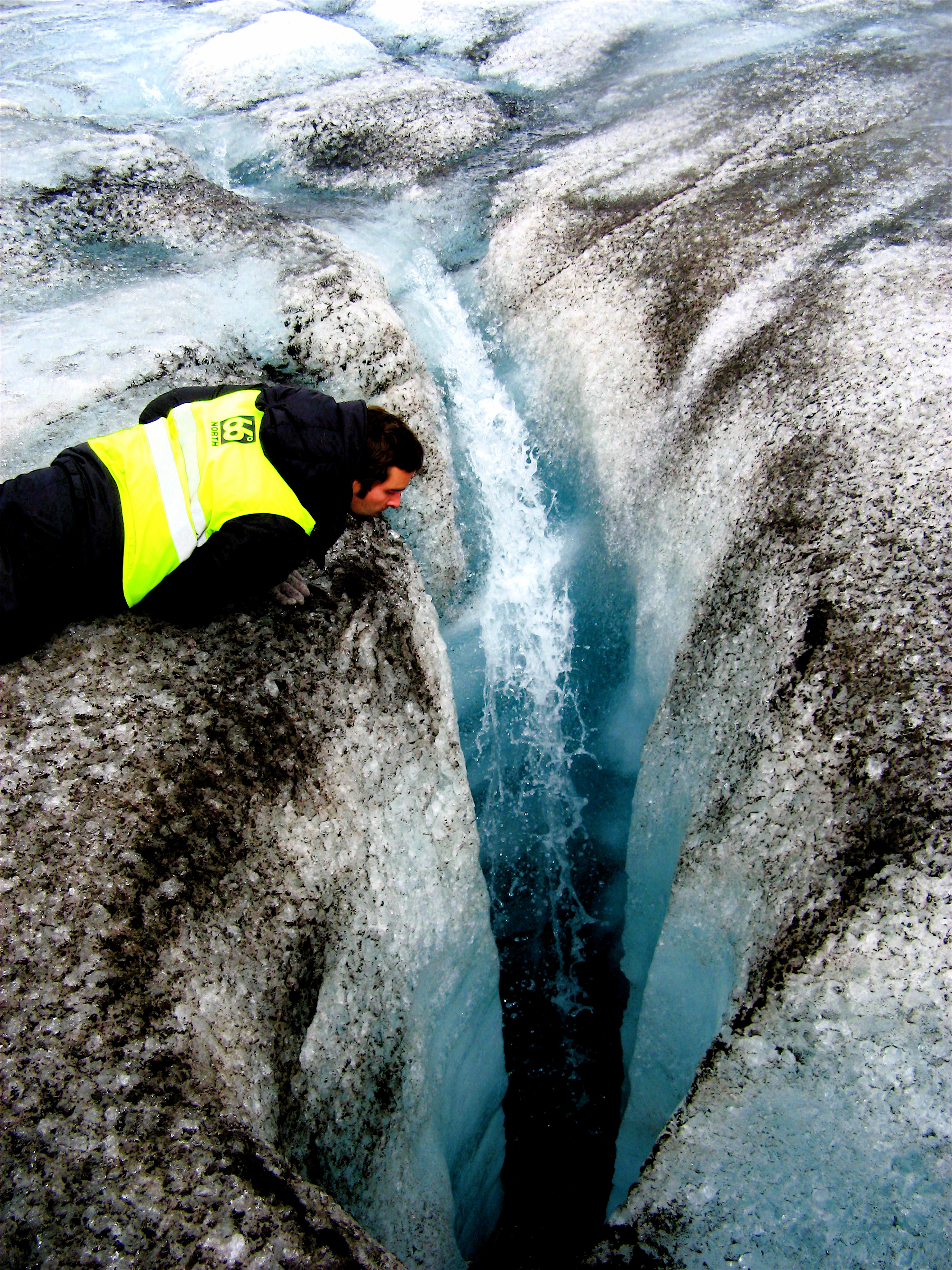
氷河の表面に形成されたクリオコナイト（黒色の点）。

クリオコナイト（cryoconite）とは、氷河の表面に形成される直径 0.2-2.0mm 程度の黒色の粒子である。藍藻や従属栄養性のバクテリア、鉱物質の粒子などから成る。

## 特徴
クリオコナイトの主たる構成要素は、氷雪藻として氷河に生息する藍藻（シアノバクテリア）である。糸状の藍藻が成長しながら周囲の砂や有機物を巻き込み、層を成しながら発達してゆく。生きた藍藻の藻体はクリオコナイトの表面のみであり、内部には砂粒や死滅した藍藻、それを分解利用するバクテリアなどが詰まっている。藻類としては、藍藻の他に緑藻の仲間も確認されている。クリオコナイトは一般に黒っぽい色をしているが、これは主にバクテリアによる藍藻の分解産物（腐植質）に由来する。このような腐植質も含め、クリオコナイトの有機質は乾燥重量の 0.8-13.8% 程度である。

## クリオコナイトホール
氷河の下流部（消耗域）では、クリオコナイトが底に溜まった円柱状の水たまりが形成される。これをクリオコナイトホール(cryoconite hole)と呼ぶ。クリオコナイトホールの大きさは直径数から数十センチ、深さも同程度。クリオコナイトホールは黒色のクリオコナイトが太陽光を吸収し、熱を帯びて氷を溶かすことで形成される。窪んで水の溜まったクリオコナイトホールではよりクリオコナイトが発達・集合しやすくなり、ホールの形成が促進される。クリオコナイトホールの規模や発達速度、発生から消滅までの時間などは地域によって異なる。
ホール内部の水は氷雪藻やそれを捕食するコオリミミズ、ヒョウガソコミジンコ（Glaciella yalensis）、ヒョウガユスリカ（Diamesa kohshimai）、ワムシ類、クマムシ類といった小動物の棲みかとなる。クリオコナイトホールは、氷河という極限環境下で比較的安定に水を供給する場として、氷河の生態系において重要な役割を果たしていると考えられている。
一方で、北極圏においては地球温暖化に加えてクリオコナイトの増加も氷河の融解を加速させていることが観測されている。

## スノーボールアースを生き延びた仮説
地球史における未解決問題のひとつとして、生物がどのようにスノーボールアースを生き延びたのかという問題がある。最初のスノーボールアースが起きた約23億年前には、地球にはまだ細菌などの原核生物しかいなかったと考えられており、これらは極限環境でも生存できる。しかし2回目が起きた約7億年前には、真核生物がすでに出現しており、光合成を行う藻類もいたことがわかっているが、水中で光が届くのは水深100メートル程度であり、1キロメートルほどの氷で覆われたと考えられているスノーボールアースでは、氷の下に液体の水が存在してもそこまで光が届かない。藻類がこの状況を生き延びた方法にはいくつかの説があるが、そのひとつがクリオコナイトとして「氷の上で生き延びた」というものである。クリオコナイト中の現生の藻類が持つ遺伝子がスノーボールアースの時代に獲得されたものであるとわかれば、この説が非常に有力なものとなると考えられている。